# Zdeněk Prokeš
Zdeněk Prokeš (ur. 13 czerwca 1953, zm. 1 sierpnia 2024) – czeski piłkarz występujący na pozycji obrońcy. Wcześniej reprezentant Czechosłowacji.

## Kariera klubowa
Prokeš treningi rozpoczął w zespole Igla Czeskie Budziejowice. W 1972 roku trafił do pierwszoligowej Dukli Praga. Po dwóch latach spędzonych w tym klubie odszedł do innego pierwszoligowego zespołu, Bohemians ČKD. W 1982 roku dotarł z nim do finału Pucharu Czechosłowacji, a w 1983 roku zdobył mistrzostwo Czechosłowacji. Graczem Bohemiansu był przez 11 lat.
W 1985 roku odszedł do niemieckiego TSV 1860 Monachium, grającego w Oberlidze Bayern (III liga). W 1988 roku zakończył tam karierę.

## Kariera reprezentacyjna
W reprezentacji Czechosłowacji Prokeš zadebiutował 16 listopada 1977 w wygranym 1:0 meczu eliminacji mistrzostw świata 1978 z Walią. 16 kwietnia 1983 w wygranym 6:0 towarzyskim pojedynku z Cyprem strzelił swojego jedynego gola w kadrze. W latach 1977–1985 w drużynie narodowej rozegrał 19 spotkań.